# Muscisaxicola
A Muscisaxicola a madarak (Aves) osztályának verébalakúak (Passeriformes) rendjébe és a királygébicsfélék (Tyrannidae) családjába tartozó nem.

## Rendszerezésük
A nemet Alcide d’Orbigny és Frédéric de Lafresnaye írták le 1837-ben, az alábbi fajok tartoznak ide:
- Muscisaxicola maculirostris
- Muscisaxicola albifrons
- Muscisaxicola flavinucha
- Muscisaxicola alpinus
- Muscisaxicola griseus
- földitirannusz (Muscisaxicola rufivertex)
- Muscisaxicola cinereus
- Muscisaxicola maclovianus
- Muscisaxicola albilora
- Muscisaxicola capistratus
- Muscisaxicola juninensis
- Muscisaxicola frontalis